# Halina Manikowska
Halina Bernadeta Manikowska (ur. 15 lutego 1950 w Katowicach) – polska historyk mediewista, profesor zwyczajny w Instytucie Historii Polskiej Akademii Nauk.

## Życiorys
W 1972 ukończyła studia historyczne na Wydziale Historycznym Uniwersytetu Warszawskiego. Doktoryzowała się w 1977 w Instytucie Historycznym Uniwersytetu Warszawskiego. Habilitowała się w 1994 na podstawie rozprawy Nadzór nad społeczeństwem i represja w późnośredniowiecznej Florencji.
W 2010, po opublikowaniu książki pt. Rzym – Jerozolima – Compostela. Wielkie pielgrzymowanie u schyłku średniowiecza, uzyskała tytuł profesora.
Była także profesorką Uniwersytetu Warszawskiego (Katedra Italianistyki UW) i Akademii Teatralnej w Warszawie (Wydział Wiedzy o Teatrze i Wydział Reżyserii).
Jest redaktorem ukazującego się w językach obcych (obecnie głównie w jęz. angielskim) wydawanego przez Instytut Historii PAN czasopisma „Acta Poloniae Historica”.
W 2013 została odznaczona Krzyżem Kawalerskim Orderu Odrodzenia Polski.
Żona Adama Manikowskiego (od 1972).